# Marcelina Bautista
Marcelina Bautista Bautista (Nochixtlán, Oaxaca, 25 de abril de 1966) es una activista. Fundadora del Centro Nacional para la Capacitación Profesional y Liderazgo de las Empleadas del Hogar (CACEH NACIONAL) y del Sindicato Nacional de Trabajadores y Trabajadoras del Hogar (SINACTRAHO), primera organización sindical que agrupa a personas trabajadoras del hogar en México. En 2021, fue incluida en la lista de las 100 Mujeres de la BBC, que reconoce a mujeres inspiradoras e influyentes de todo el mundo.

## Biografía
Es originaria de Tierra Colorada Apasco, Nochixtlán, Oaxaca, y nació en una familia campesina de origen mixteco. Al terminar la primaria se vio obligada a dejar a su familia y el sueño de seguir sus estudios, para acudir a la Ciudad de México a trabajar como trabajadora del hogar con 14 años de edad.
Tiene una experiencia de trabajo de 22 años como trabajadora del hogar y como ella asegura “caminamos para que nuestros derechos sean los mismos que tienen los demás trabajadores” y sin esperar un momento para “comenzar a mejorar el mundo” ha realizado distintas campañas para dar visibilidad a 2,4 millones de trabajadoras del hogar en México y mostrar los problemas que enfrentan.
Es fundadora del Centro de Apoyo y Capacitación para Empleadas del Hogar (CACEH) en el año 2000. Desde allí ha promovido los derechos humanos y laborales de las trabajadoras del hogar y llevó a cabo el proceso de sindicalización de este sector laboral, que se formó el 30 de agosto de 2015 con el Sindicato Nacional de Trabajadores y Trabajadoras del Hogar (SINACTRAHO), el primer sindicato nacional de trabajadoras y trabajadores del hogar en México. Bautista fue secretaría general colegiada durante tres años del primer periodo del sindicato. Actualmente, es la directora de CACEH NACIONAL y trabaja para el fortalecimiento del Sindicato Nacional de Trabajadores y Trabajadoras del Hogar (SINACTRAHO).
Fue Secretaría General de la Confederación Latinoamericana y del Caribe de Trabajadoras del Hogar (CONLACTRAHO) en el período 2006-2012. Fue Coordinadora Regional de la red Internacional de trabajadoras del hogar 2009- 2013 después Coordinadora Regional para América Latina de la Federación Internacional de Trabajadoras del Hogar (FITH) 2013- 2016
Participó activamente en la creación y aprobación del Convenio 189 y de la Recomendación 201 sobre el trabajo decente para las trabajadoras y los trabajadores domésticos de la Organización Internacional del Trabajo (OIT) aprobado el 16 de junio de 2011 en Ginebra, Suiza.
o   Cuenta con un diplomado sobre Comunicación y Sociedad Civil por la Universidad Iberoamericana.
o   Considerada por el periódico Clarín como “una de las mayores luchadoras por los derechos de los empleados domésticos en Latinoamérica“
o   Nombrada en la revista Forbes como una de las 100 Mujeres más poderosas de México 2019
o   Reconocida por el periódico El Universal como una de las 103 mujeres líderes.
Marcelina Bautista coordina la Campaña “Por un trabajo digno ponte los guantes por los derechos de las trabajadoras del hogar”, busca la ratificación e implementación del Convenio 189 de la OIT para mejorar las condiciones de las trabajadoras del hogar en México.
Entre sus proyectos está la creación de la primera escuela de formación política y capacitación técnica para profesionalizar y certificar el trabajo del hogar como un trabajo que requiere pericia y conocimientos técnicos y llevar al reconocimiento del mismo y de las trabajadoras del hogar como sujetas de derechos y personas valiosas que contribuyen al desarrollo económico de nuestro país a través de los miles de personas que las contratan sin respeto de sus derechos laborales.
En febrero de 2019, Bautista asistió a la ceremonia de los premios Óscar invitada por el director de la película Roma, Alfonso Cuarón. Entre las influencias que Bautista menciona a su trabajo está la de Mahatma Gandhi.

## Premios y reconocimientos
Por su trabajo en la Defensa y promoción de los derechos humanos laborales de las personas trabajadoras del hogar desde hace más de 30 años, ha sido galardonada con:
- 2006 - Premio Hermila Galindo, otorgado por la Comisión de Derechos Humanos del Distrito Federal de México[1]
- 2010 - Premio de Derechos Humanos de la Friedrich Ebert Stiftung de Alemania[13]
- 2013 - Premio Nacional por la Igualdad y la No Discriminación otorgado por el CONAPRED de México[14][2]
- 2017 - Medalla Omecíhuatl, otorgado por el Instituto de las Mujeres de la Ciudad de México[15]
- 2018 - Medalla al Mérito Hermila Galindo, otorgado por el Congreso de la Ciudad de México, a través de la Comisión de Igualdad de Género.[16]
- 2019 - Premio Atenea a Mujeres Destacadas.
- 2021 - Reconocimiento por la BBC al seleccionarla como una de las 100 Mujeres (BBC) inspiradoras e influyentes del mundo.[6]